# 65001 Teodorescu
65001 Teodorescu este un asteroid din centura de asteroizi. 

## Descoperirea asteroidului
A fost descoperit de astronomii Fabrizio Bernardi și Andrea Boattini la Campo Imperatore în data de 9 ianuarie 2002. Este numit după astronoma Ana Maria Teodorescu, soția lui Bernardi.

## Caracteristici
Asteroidul 65001 Teodorescu prezintă o orbită caracterizată de o semiaxă majoră de 3,1303468 UA și de o excentricitate de 0,1909790, înclinată cu 3,48726° față de ecliptică. Are o perioadă orbitală de 2.023,17 de zile (5,54 de ani) și o viteză orbitală medie de 16,83366955 km/s.